# Нурданстіг (комуна)
Комуна Нурданстіг (швед. Nordanstigs kommun) — адміністративно-територіальна одиниця місцевого самоврядування, що розташована в лені Євлеборг на узбережжі Ботнічної затоки.
Нурданстіг 74-а за величиною території комуна Швеції. Адміністративний центр комуни — місто Бергше.

## Населення
Населення становить 9 518 чоловік (станом на вересень 2012 року). 
| Кількість населення комуни Нурданстіг за 1970-2010 роки | Кількість населення комуни Нурданстіг за 1970-2010 роки | Кількість населення комуни Нурданстіг за 1970-2010 роки | Кількість населення комуни Нурданстіг за 1970-2010 роки | Кількість населення комуни Нурданстіг за 1970-2010 роки |
| ------------------------------------------------------- | ------------------------------------------------------- | ------------------------------------------------------- | ------------------------------------------------------- | ------------------------------------------------------- |
| Рік                                                     |                                                         |                                                         | Населення                                               |                                                         |
| 1970                                                    | 1970                                                    |                                                         | 11 469                                                  | 11 469                                                  |
| 1975                                                    | 1975                                                    |                                                         | 11 576                                                  | 11 576                                                  |
| 1980                                                    | 1980                                                    |                                                         | 11 962                                                  | 11 962                                                  |
| 1985                                                    | 1985                                                    |                                                         | 11 603                                                  | 11 603                                                  |
| 1990                                                    | 1990                                                    |                                                         | 11 541                                                  | 11 541                                                  |
| 1995                                                    | 1995                                                    |                                                         | 11 084                                                  | 11 084                                                  |
| 2000                                                    | 2000                                                    |                                                         | 10 282                                                  | 10 282                                                  |
| 2005                                                    | 2005                                                    |                                                         | 9 847                                                   | 9 847                                                   |
| 2010                                                    | 2010                                                    |                                                         | 9 611                                                   | 9 611                                                   |
| Джерело: SCB                                            |                                                         |                                                         |                                                         |                                                         |

## Населені пункти
Комуні підпорядковано 8 міських поселень (tätort) та низка сільських, більші з яких:
- Бергше (Bergsjö)
- Гнарп (Gnarp)
- Стрембрук (Strömsbruk)
- Стока (Stocka)
- Гармонгер (Harmånger)
- Ільсбу (Ilsbo)
- Гассела (Hassela)

## Галерея

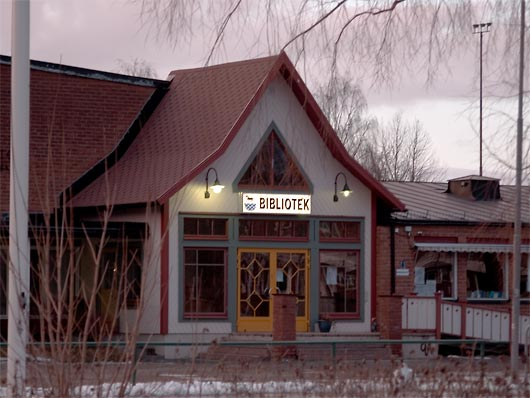
Бібліотека в Гармонгері
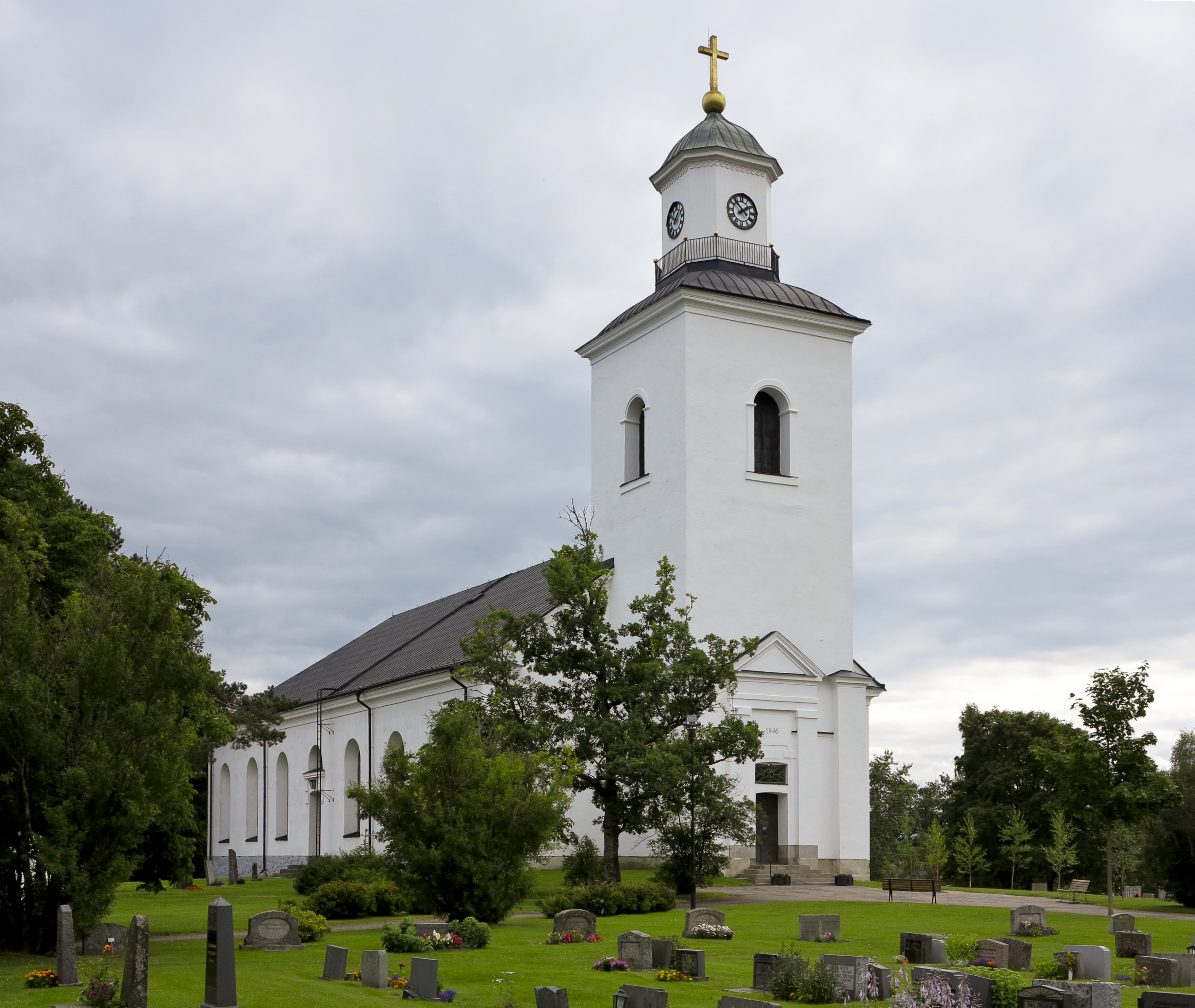
Церква (Бергше)
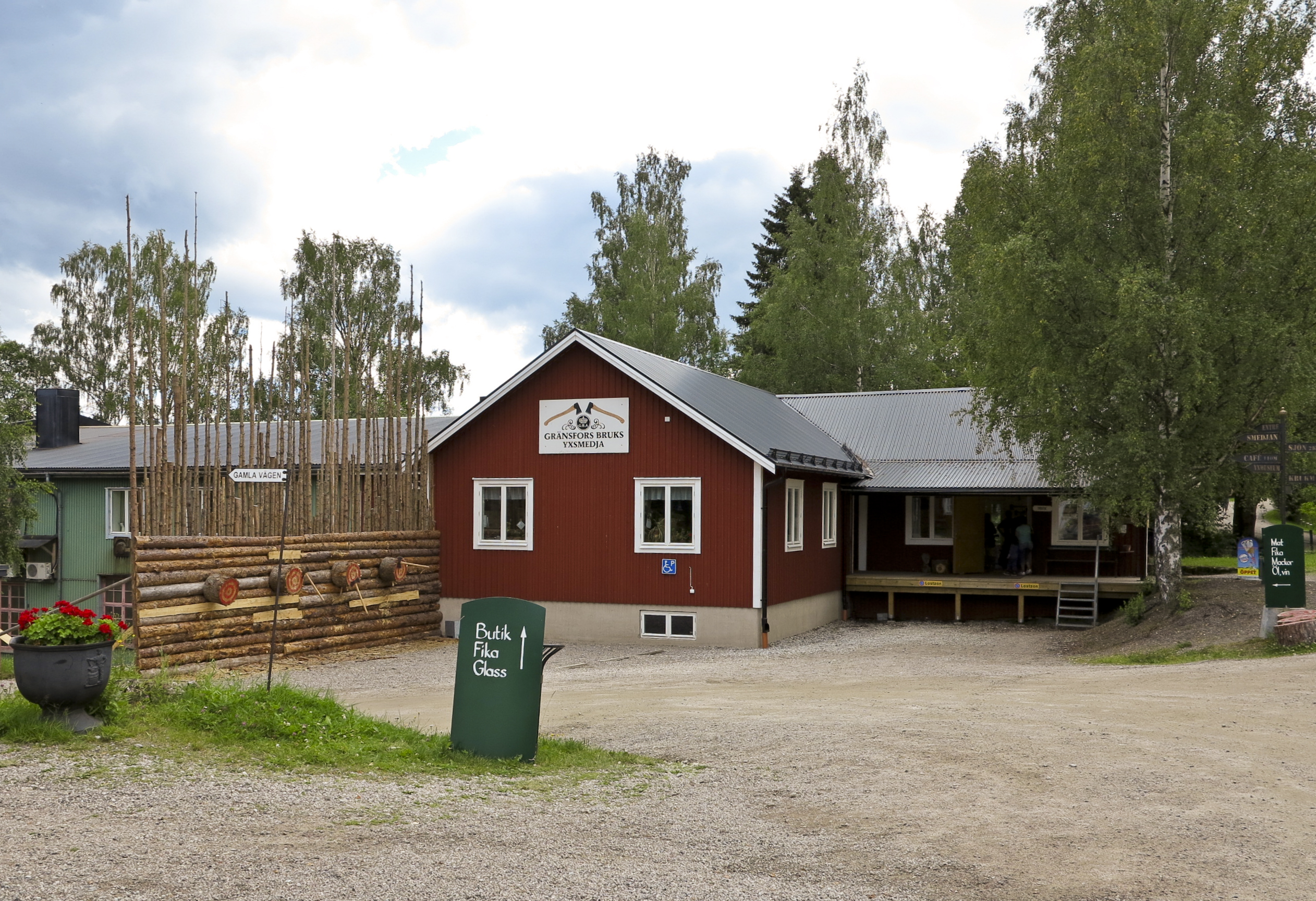
Підприємство з виготовлення сокир у Грансфорсі
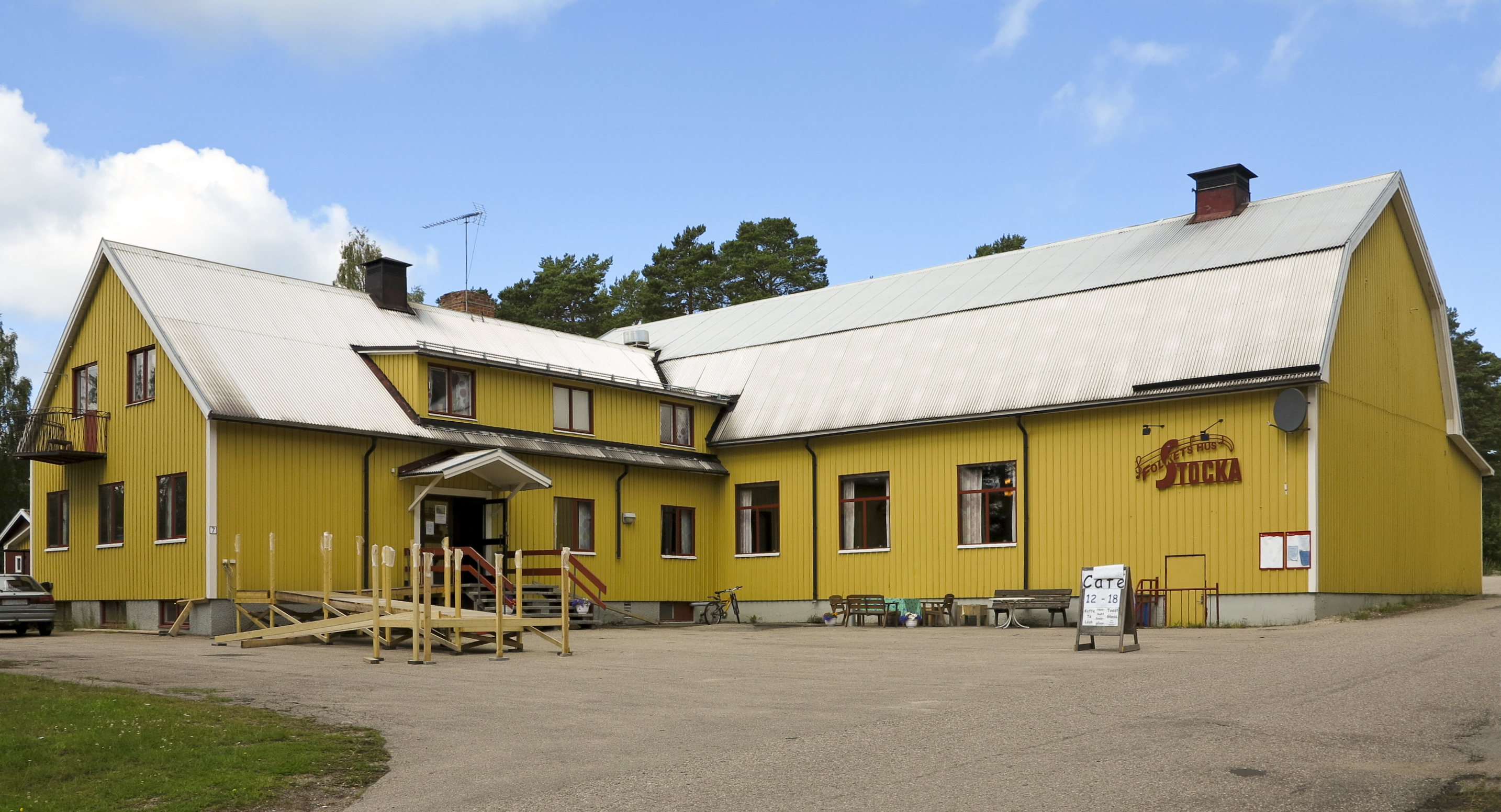
Народний дім (Стока)

## Виноски
1. ↑  Folkmangd i riket, lan och kommuner (шв.) . Центральне бюро статистики Швеції. Архів оригіналу за 20 серпня 2013. Процитовано 1 лютого 2013.